# Дзялоше
Дзялоше (пол. Działosze) — село в Польщі, у гміні Бралін Кемпінського повіту Великопольського воєводства.
У 1975-1998 роках село належало до Каліського воєводства.